# Australian Dictionary of Biography
El Australian Dictionary of Biography (ADB o AuDB) es una empresa cooperativa nacional fundada y mantenida por la Universidad Nacional Australiana (ANU) para producir artículos biográficos autorizados sobre personas sobresalientes en la historia de Australia. El proyecto ha estado operando desde 1957. El personal a cargo está ubicado en el National Centre of Biography (Centro Nacional de Biografías) en el departamento de Historia de la Escuela de Investigación en Ciencias Sociales de la Universidad Nacional Australiana. Desde su inicio, 4500 autores han contribuido al ADB y sus 18 volúmenes publicados, de 1966 a 2012, contienen alrededor de 12 000 artículos académicos. Además de la obra publicada, el ADB hace accesible su material de investigación primaria a la comunidad académica y al público en general.
El 6 de julio de 2006, Michael Jeffery, gobernador general de Australia, lanzó el Australian Dictionary of Biography Online, ese mismo año recibió el premio nacional de cultura Manning Clark House. El sitio web es una producción conjunta del ADB y el Australian Science and Technology Heritage Centre de la Universidad de Melbourne.